# Yenni Latief
Yenni Latief es una deportista indonesia que compitió en taekwondo. Ganó una medalla de oro en el Campeonato Asiático de Taekwondo de 1990, en la categoría de –47 kg.

## Palmarés internacional
| Campeonato Asiático | Campeonato Asiático | Campeonato Asiático | Campeonato Asiático |
| Año                 | Lugar               | Medalla             | Categoría           |
| ------------------- | ------------------- | ------------------- | ------------------- |
| 1990                | Taipéi (Taiwán)     | Medalla de oro      | –47 kg              |